# Rineke Dijkstra
Rineke Dijkstra (Sittard, 2 juni 1959) is een Nederlands fotografe. Zij verwierf internationale bekendheid met haar fotoserie Strandportretten (1992–1994). Als eerste Nederlandse fotograaf won Dijkstra voor haar gehele oeuvre in 2017 de Hasselblad Award.

## Biografie
Rineke Dijkstra studeerde van 1981 tot 1986 aan de Rietveld Academie te Amsterdam. Daarna werkte ze zeven jaar als freelance-fotografe voor tijdschriften zoals Quote, Elle, Avenue en Elegance. Hierdoor leerde ze observeren, werken op locatie en snel beslissingen nemen. Ze leerde ook waarom ze geen foto’s in opdracht meer wilde maken, maar voor zichzelf wilde beginnen: "De opgedragen beelden waren altijd portretten van een persoon in plaats van iets abstracters of universelers." De fotografe, die altijd in Amsterdam bleef wonen, won in 1999 de Citibank Private Bank Photography Prize. 

## Werk
Haar werk weerspiegelt abstracte en universele onderwerpen. Ze legde universele gevoelens vast door bijvoorbeeld net bevallen moeders te fotograferen, in wier ogen de triomf en vermoeidheid nog te lezen is, naakt en staand, met hun baby in de armen. Ook fotografeerde ze stierenvechters net na hun strijd, soms met een gescheurd uniform, soms zonder kleerscheuren, maar wel met de dood in de ogen. Hetzelfde deed ze met soldaten in Israël. Door de manier van fotograferen zijn de portretten van Rineke Dijkstra confronterend, omdat ze onverhuld de emotionele toestand van de geportretteerde toont.

### Strandportretten
In de fotoreeks strandportretten legt zij de complexiteit van adolescenten vast. Dijkstra maakte in België, Kroatië, Verenigde Staten en in Polen een serie foto’s van pubers op het strand. Ze haalde deze uit hun groepje en liet ze vaak alleen -soms met z’n tweeën of drieën- in hun zwemkleding voor de camera poseren. De foto’s kunnen confronterend overkomen op de beschouwer. Ze geven de beschouwer het gevoel een voyeur te zijn. Alsof er stiekem een blik wordt geworpen in iemands slaapkamer. Of in iemands ziel. Alle strandportretten lijken hetzelfde, omdat overal dezelfde techniek is gebruikt, maar de foto's zijn juist allemaal anders. Wat ze gemeen hebben, is dat ze de onzekerheid van pubers laten zien.
De foto Hilton Head Island, S.C., USA, June 24, 1992 is representatief voor de schoonheidsidealen uit de media. Het meisje is zichtbaar bezig met haar uiterlijk en probeert te poseren als een model. De foto is gemaakt op 24 juni 1992 op Hilton Head Island, een strand in Amerika voor de rijkere Amerikanen. Te zien is een blond meisje, in niks anders dan een oranje bikini, dat poseert op het strand. Dijkstra zegt over de fotoserie en over deze foto: De Amerikanen hadden erg modieuze badpakken en de houdingen waren zelfbewuster. Één meisje hield echt haar buik in en haar moeder stond achter haar: Je bent te dik te schreeuwen. Ze was zo ongelukkig. De foto is confronterend door de lichaamstaal van het meisje. Van haar gezicht is een mengeling van onzekerheid en een sterk zelfbewustzijn te lezen. Ze voelt zich ongemakkelijk. Ze weet zich niet zo goed een houding te geven. Ze lijkt te poseren als een model (ze heeft de houding gekopieerd van beroemde modellen uit de media), maar ondertussen is ze toch wel onzeker over haar uiterlijk: ze houdt haar buik in en ze houdt haar handen krampachtig omdat ze niet weet waar ze ze moet laten. Maar de foto is ook confronterend door technische effecten van Dijkstra. De kunstenares gebruikt een flits om het meisje te fotograferen. Het meisje staat dus letterlijk in de schijnwerpers en ze wordt volledig blootgesteld. Niks wordt verhuld of verdoezeld. Hierdoor valt haar ongemakkelijke houding nog meer op en wordt de foto nog indringender. Daarentegen is de achtergrond (de zeelijn) grauw en sterk vervaagd. Dit licht-donker en scherp-vaag contrast zorgt ervoor dat het lijkt alsof het meisje op de achtergrond is geplakt. Zij wordt op geen enkele manier opgenomen in de achtergrond. Er valt geen schaduw op haar, er staan geen mensen om haar heen. Het meisje lijkt geïsoleerd van de rest van de wereld. Het is een statisch portret. Het meisje poseert op het strand en kijkt recht de camera in. Doordat Dijkstra de foto heeft genomen vanaf een laag standpunt, kijkt ze niet neer op het meisje, maar torent het meisje juist boven Dijkstra (en daarmee de toeschouwer) uit. De blootstelling van het meisje is hierdoor nog duidelijker en misschien overdrevener. Het laatste dat Dijkstra heeft gedaan om de foto confronterend te maken is de keuze van compositie. Op de foto staat een kruis. Er is de horizontale lijn van de horizon en er is de verticale lijn van het meisje zelf. Hierdoor lijkt het meisje nog meer in het middelpunt te staan.
Dijkstra: “Ik zoek altijd onderwerpen die iets universeels in zich hebben, bepaalde ervaringen die iedereen wel kent. Maar op een bepaald moment van fotograferen of filmen moet je juist weer specifiek zijn, kijken naar wat mensen van elkaar onderscheidt. En dat zijn vaak kleine details, een houding, een gebaar of een oogopslag.” 
Het Poolse meisje op de foto Kolobrzeg, Poland, July 26, 1992 is op precies dezelfde manier gefotografeerd als het Amerikaanse meisje, maar toch is de foto heel anders. Dit meisje heeft de wereldberoemde contrapposto-houding van de Venus van Botticelli aangenomen. Het Poolse meisje heeft door haar slankheid een beetje uitstekende heupen en haar lichaam is dat van een onvolgroeide vrouw. Het weldoorvoede Amerikaanse meisje heeft een volwassener (en daarmee mogelijk ‘beter’) figuur en een modieuzer badpak dan het Poolse meisje, maar dit hoekige Poolse meisje staat eleganter op de foto en verwijst bovendien naar een klassieke voorstelling.
Wat Dijkstra probeert vast te leggen in de strandportretten is “de ruimte tussen bedoeling en effect. Mensen denken dat ze zich op de ene manier presenteren, maar ze kunnen er niets aan doen dat ze ook nog iets anders laten zien. Het is onmogelijk om alles onder controle te hebben. Maar wanneer ik iemand probeer te fotograferen, vooral met het hele lichaam, doet dat hen altijd afvragen ‘Oh, wat moet ik met mijn handen doen, etc.’ En ik denk, terugkijkend, dat ik dat min of meer heb gebruikt in de strandfoto’s."
De fotoreeksen strandportretten behoren inmiddels tot de canon van de fotografie.

## Tentoonstellingen (selectie)
- 1998 – Menschenbilder, Museum Folkwang, Essen
- 2005, 2006  – Portraits, Stedelijk Museum Amsterdam en Jeu de Paume, Parijs
- 2012 – Rineke Dijkstra, San Francisco Museum of Modern Art, San Francisco[6]
- 2017 – Rineke Dijkstra: een ode, Stedelijk Museum Amsterdam
- 2018 – Sprengel-Museum, Hannover
- 2018 – Retrospectief, Museum De Pont, Tilburg

## Prijzen
Dijkstra won onder meer de volgende fotografieprijzen:
- 1987 - Kodak Award Nederland
- 1994 – Werner Mantz-prijs
- 1999 – Citibank Private Bank Photography Prize
- 2017 – Hasselbladprijs[7]
- 2020 - Johannes Vermeerprijs